# أنتونيس ساماراكيس
أنتونيس ساماراكيس ( (باليونانية: Αντώνης Σαμαράκης)‏ ولد في 16 أغسطس 1919 في أثينا - توفي في 8 أغسطس 2003 في بيلوس) كان كاتبًا روائيًا يونانيًا من جيل ما بعد الحرب العالمية الثانية، تناولت موضوعات الإنسانية ومخاطر الشمولية وجوانب الاغتراب الاجتماعي. يعد من أكثر كتاب النثر اليونانيين ترجمةً، حيث تُرجمت أعماله إلى أكثر من 30 لغة، ويأتي في المرتبة الثانية بعد نيكوس كازانتزاكيس.

## حياته
ولد أنطونيس ساماراكيس في أثينا عام 1919 وتلقى تعليمه المدرسي فيها،  ودرس القانون في جامعة أثينا. في فترة الحرب العالمية الثانية شارك في المقاومة اليونانية للاحتلال الألماني في ما عرف آنذاك بجبهة التضامن الوطني التي تحولت لاحقا إلى منظمة المقاومة اليسارية الرئيسية، جبهة التحرير الوطني . اعتقله النازيون في عام 1944وحكم عليه بالإعدام، لكنه تمكن من الفرار. في عام 1963 تزوج من إيليني كوريبانا.
عمل ساماراكيس في عدة بلدان خبيرًا في القضايا الاجتماعية لدى منظمة العمل الدولية التابعة للأمم المتحدة، وفي عام 1989 عيّن سفير نوايا حسنة لليونيسيف لأطفال العالم.
كان أول ظهور كبير له في المجال الأدبي في عام 1954، حين نشر المجموعة القصصية "مطلوب الأمل"، أما أشهر أعماله فهو رواية "الخلل" البولسية التي نشرها في عام 1965، وهي مثال نادر في الأدب البوليسي اليوناني يجمع بين الإثارة والهجاء السياسي. وقد حازت هذه الرواية على إشادة النقاد في عدة دول وجعلته على صلة بعدة كتاب معاصرين، وحوّلت في عام 1975 إلى فلم بعنوان ""نقطة الضعف" [الإنجليزية]" أخرجه بيتر فلايشمان .
في عام 1973 كتب أطول قصصه القصيرة بعنوان "جواز السفر"، وتعكس القصة تجاربه في ظل حكم المجلس العسكري في اليونان، الذي اشترط عليه مدح النظام مقابل السماح له بالحصول على جواز سفر. 
حظيت أعمال ساماراكيس باهتمام نقدي كبير ونجاح تجاري في الدول الغربي، ونالت تقدير كتاب مهمين مثل آرثر كويستلر وجورج سيمينون وأجاثا كريستي، كما كان المخرج الإسباني لويس بونويل واحدًا من أشد المعجبين بأعماله. 
تحتوي أعمال سامراكيس على عنصر نقد اجتماعي قوي مع تركيز على الجانب الإنساني، وتعكس اهتمامات الكاتب الشخصية بشؤون حاضر ومستقبل المجتمع الحديث، ويستخدم فيها لغة بسيطة وأسلوبًا متواضعًا. عرف ساماريكيس بحبه للجيل الناشئ، وكانت فكرته أن تقوم الدولة اليونانية بإنشاء برلمان للشباب تعطى فيه الكلمة للشباب من جميع أنحاء البلاد.
توفي أنتونيس ساماراكيس في 8 أغسطس 2003، وقد أوصى بالتبرع بجثته لطلاب الطب في جامعة أثينا.

## أعماله
- الأمل مطلوب (1954)
- إشارة الخطر (1959)
- أنا أرفض (1961)
- مكتب الأفكار (1962)
- الخلل (1965)
- جواز السفر (1973)
- كونترا (1992)
- سيرة ذاتية (1919-1996)

## جوائز
- جائزة الدولة اليونانية للقصة القصيرة. ( 1962 عن أنا أرفض )
- جائزة الاثني عشر - جائزة كوستاس أورانيس. ( 1966 عن الخلل )
- الجائزة الكبرى للأدب البوليسيي في فرنسا . ( 1970 عن الخلل )
- جائزة يوروباليا . ( 1982 ، عن أعماله الكاملة)
- صليب الفارس من وسام الفنون والآداب الفرنسي. ( 1995 )
- جائزة الدولة للفنون والآداب. ( 1995، فرنسا )